# فرودگاه مادوری
فرودگاه مادوری (به انگلیسی: Madurai Airport) یک فرودگاه همگانی مسافربری با کد یاتا IXM است که یک باند فرود آسفالت دارد و طول باند آن ۲۲۸۶ متر است. این فرودگاه در شهر مادورای کشور هند قرار دارد و در ارتفاع ۱۴۰ متری از سطح دریا واقع شده‌است.

## شرکت‌های هواپیمایی و مقصدهای پروازی
| شرکت‌های هواپیمایی  | مقصدهای پروازی |
| ------------------ | --- |
| ایر ایندیا         | چنای، چاتراپاتی شیواجی                                                                                                |
| ایر ایندیا اکسپرس  | ایندیرا گاندی، چانگی سنگاپور (آغاز هردو از ۱۵ سپتامبر ۲۰۱۷)                                                           |
| ایندی‌گو            | بیجو پاتنایک (برقراری مجدد از ۱ اکتبر ۲۰۱۷), چنای، ایندیرا گاندی، دابولیم (برقراری مجدد از ۱ اکتبر ۲۰۱۷), راجیو گاندی |
| اسپایس‌جت           | چنای، باندرانیکی، ایندیرا گاندی، دوبی، راجیو گاندی، چاتراپاتی شیواجی                                                  |
| سریلانکان ایرلاینز | باندرانیکی |